# Elaeocarpus comptonii
Elaeocarpus comptonii är en tvåhjärtbladig växtart som beskrevs av E. G.Baker. Elaeocarpus comptonii ingår i släktet Elaeocarpus och familjen Elaeocarpaceae.

## Underarter
Arten delas in i följande underarter:
- E. c. alba
- E. c. thyensis